# Nationaler Sicherheitsrat (Spanien)
Der Nationale Sicherheitsrat von Spanien (spanisch Consejo de Seguridad Nacional) ist ein wichtigste Beratungsgremium, welches vom Ministerpräsident für Überlegungen zur nationalen Sicherheit und zu außenpolitischen Fragen eingesetzt wird. Es wurde 2013 mit einstimmiger Zustimmung aller politischen Kräfte in der Cortes Generales im Rahmen der Nationalen Sicherheitsstrategie geschaffen. 
Sitzungen finden nur statt, wenn sie vom Ministerpräsidenten einberufen werden.

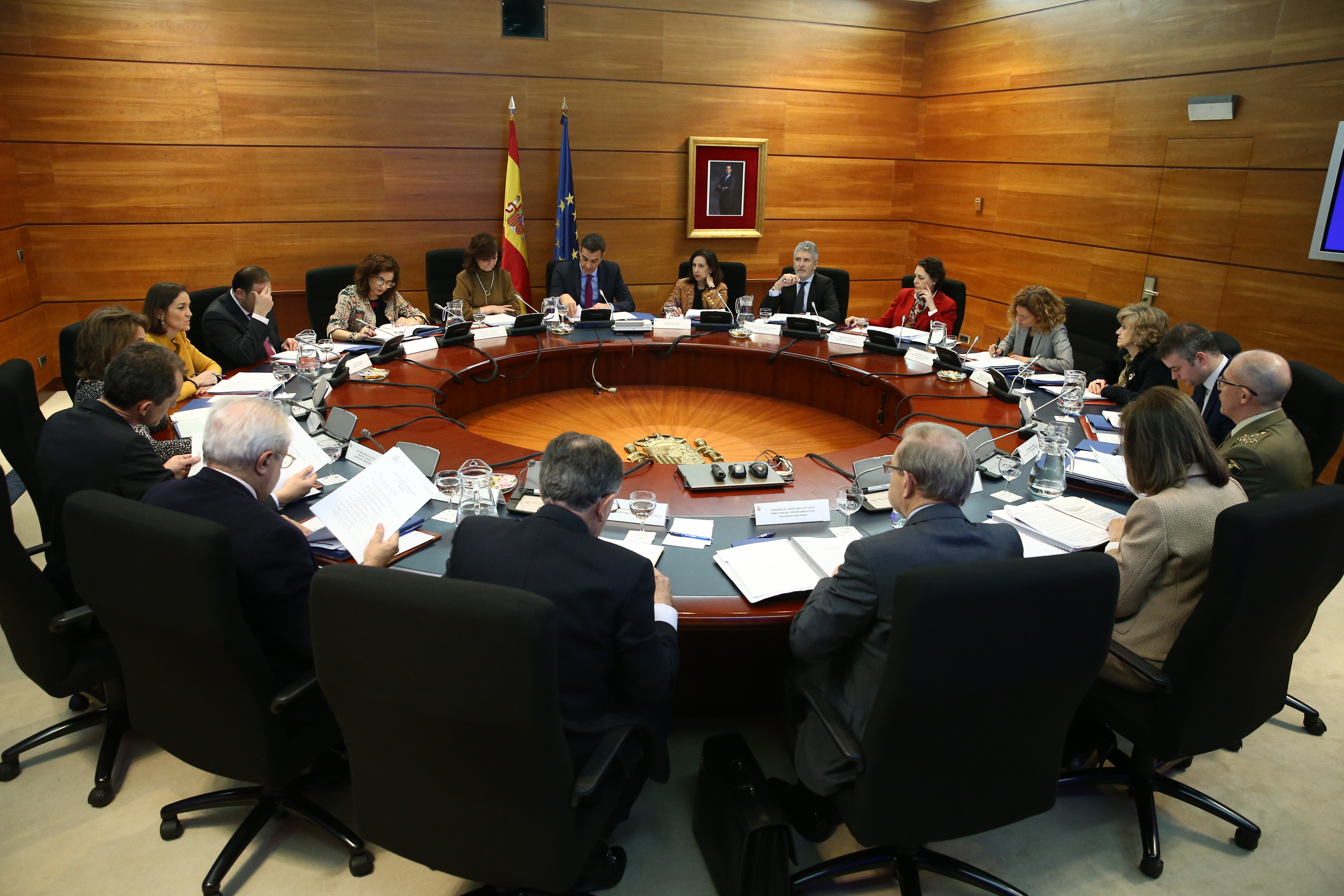
Sitzung des Nationalen Sicherheitsrates am 21. Januar 2019

## Mitglieder
| Amt | Amtsinhaber | Amtsinhaber                    |
| --- | ----------- | ------------------------------ |
| König (Staatsoberhaupt) |             | Felipe VI                      |
| Ministerpräsident (Regierungschef) |             | Pedro Sánchez                  |
| Erste stellvertretende Ministerpräsidentin, Präsidialministerin und Ministerin für Beziehungen zum Parlament und demokratische Erinnerung |             | Carmen Calvo                   |
| Zweiter stellvertretender Ministerpräsident und Minister für soziale Rechte und die Agenda 2030                                           |             | Pablo Iglesias Turrión         |
| Dritte stellvertretende Ministerpräsidentin und Ministerin für Wirtschaft und Digitalen Wandel                                            |             | Nadia Calviño                  |
| Vierte stellvertretende Ministerpräsidentin und Ministerin für ökologischen Wandel und demographische Herausforderungen                   |             | Teresa Ribera                  |
| Ministerin für Äußeres, Europäische Union und Entwicklungshilfe                                                                           |             | Arancha González Laya          |
| Minister der Justiz |             | Juan Carlos Campo              |
| Ministerin der Verteidigung |             | Margarita Robles               |
| Ministerin der Finanzen |             | María Jesús Montero            |
| Minister des Innern |             | Fernando Grande-Marlaska       |
| Minister für Transport, Mobilität und städtische Angelegenheiten                                                                          |             | José Luis Ábalos               |
| Ministerin für Industrie, Handel und Tourismus                                                                                            |             | Reyes Maroto                   |
| Ministerin für Gesundheit |             | Carolina Darias                |
| Minister für Regionalpolitik und öffentlichen Dienst                                                                                      |             | Miquel Iceta                   |
| Stabschef des Ministerpräsidenten |             | Iván Redondo                   |
| Staatssekretär für auswärtige Angelegenheiten                                                                                             |             | Cristina Gallach               |
| Staatssekretär für Sicherheit |             | Rafael Pérez Ruiz              |
| Generalstabschef der spanischen Streitkräfte                                                                                              |             | Teodoro Esteban López Calderón |
| Direktorin des Nationalen Geheimdienstzentrums                                                                                            |             | Paz Esteban López              |
| Direktor des Amtes für innere Sicherheit                                                                                                  |             | Miguel Ángel Ballesteros       |